# Zombrád

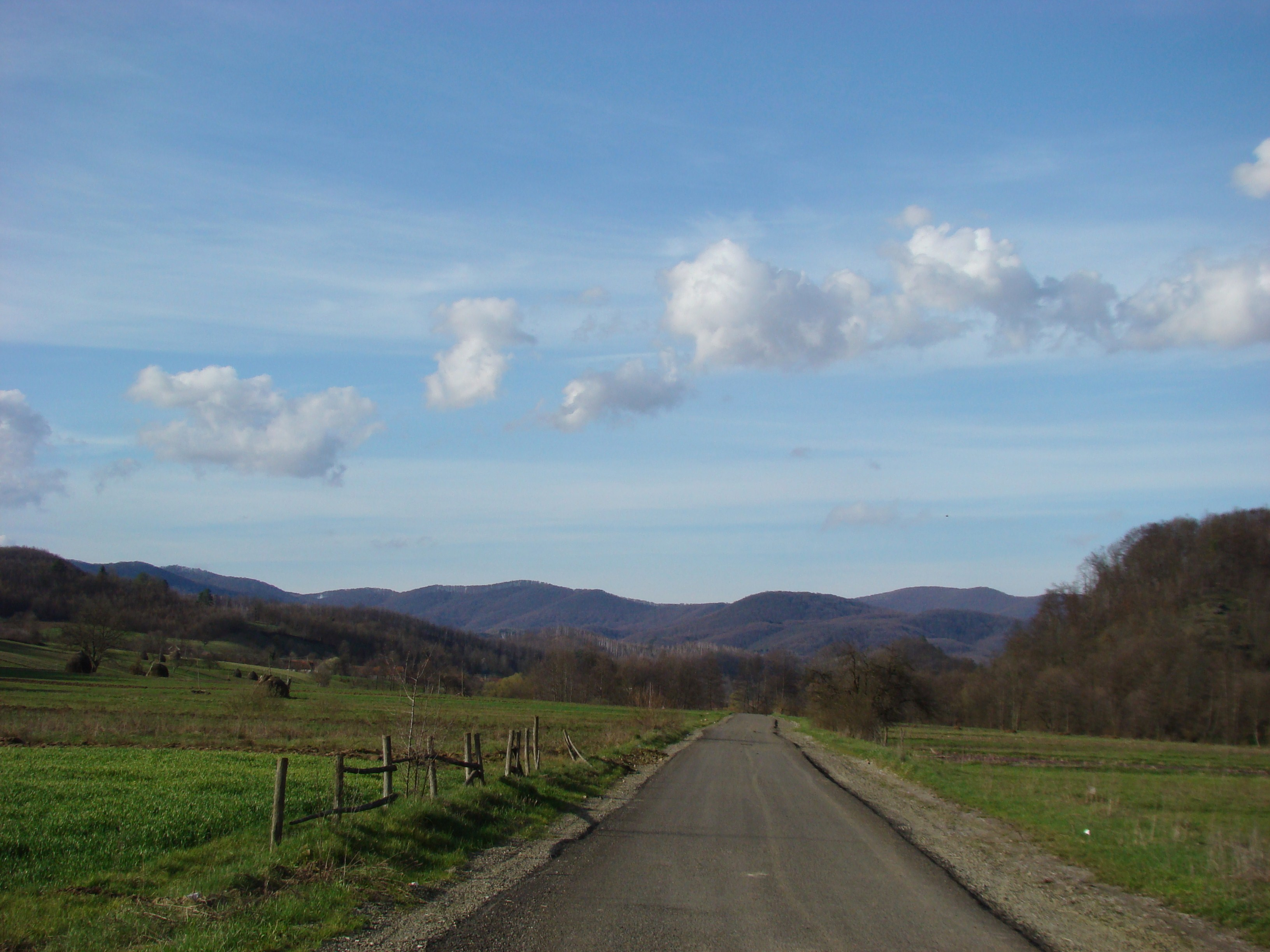
Út Valemáre és Zimbró között

Zombrád, 1910-ig Zimbró (románul: Zimbru) falu Romániában, Arad megyében.

## Nevének eredete
A szláv zonbrŭ és a belőle származó román zimbru 'bölény'-t jelent. A falu nevét először 1553 és 1561 között Zombrad és Zombrud, majd 1574-ben Zombrul alakban jegyezték fel.

## Fekvése
Aradtól 114 kilométerre északkeletre, a Béli-hegységben fekszik.

## Népessége
- 1880-ban 603 lakosából 511 volt román, 32 magyar, húsz német, tíz szlovák és harminc anyanyelvű; 536 ortodox, 35 római katolikus, 13 evangélikus, 11 zsidó és hat református vallású.
- 2002-ben 399 lakosából 398 volt román nemzetiségű; 388 ortodox és hét pünkösdi vallású.

## Története
1574-ben Oszmán pasa birtoka volt. A 18. században előbb Zaránd, 1746-tól Arad vármegyéhez tartozott. 1785 után a lengyelországi eredetű Bogdanovics család birtoka. 1830-ban még több szórt településrész tartozott hozzá (Borlești, Dealul Mihului, Dealul Zimbrului) és csak 1838-ra vonták teljesen össze egy településmaggá. 1848-ban 104 családfőjéből hatvanat minősítettek zsellérnek és 44-et jobbágynak. A Nagyhalmágyról visszavonuló Inczédy László 1849. május 21-én itt helyezte el a Hatvani-féle szabadcsapat egyik századát.
Vas- és mangánércbányászata 1865-ben kezdődött. Bogdanovics vashámort építtetett és mellé felvidéki munkásokat hozatott. 1867-ben húsz munkást írtak össze. Az uradalom 1877-ben csődbe jutott, mert vasút híján a késztermék elszállítása drága volt és az ércbányászat és -feldolgozás folyamatosan több ráfordítást követelt, mint amennyi hasznot hozott. A román munkások a borosjenői bútorgyárba mentek dolgozni, a felvidéki munkások közül csak a Jonyak, a Volenszky és a Pesel család maradt a faluban, amelyek a következő generációkban elrománosodtak.
1878-ban a németországi Ludwig Seitz vásárolta meg az uradalmat, aki ide is költözött, bár odahaza szénbányája is volt. Ő kezdte el az erdők kitermelését, fűrész- és parkettagyárat alapított, fajtanemesítésbe fogott. A telekkönyvben tévesen szereplő Treuas határrész miatt hosszú pereskedésbe kezdett a falusiakkal, amelyet végül utóbbiak nyertek meg. A vasgyártás az ő ideje alatt sem vált nyereségessé – a fuvarozás drága volt a borosjenői állomásig. A széttagozott szántóföldek pedig még racionális gazdálkodás mellett sem hoztak hasznot. Setz 1888-ban eladta a birtokot Joseph Liebscher bécsi malomtulajdonosnak. Ugyanezen évben Zimbró régóta bírt hetipiacát és körjegyzőségét Jószáshelyre tették át.
Liebscher 33 (más forrás szerint 18,6) kilométer hosszan, Gurahonctól egészen az erdőben fekvő Ponorașig keskeny vágányú vasutat épített az erdők kitermelésére. A vasút a falu közepén haladt át, három mozdony közlekedett rajta mintegy kilencven vagonnal. Sok munkás költözött be, akiket barakkokban és a falusiak házaiban helyeztek el, de a falusiak közül is sokan dolgoztak az erdőkben. Az erdőirtás viszonylagos jólétet és erős alkoholfogyasztást hozott magával. A 95%-ban erdőkből (főként bükkösökből) és 3%-ban szántókból álló uradalmat 1894-ben Zselénszky Róbert vásárolta meg. A vashámor továbbra is működött, a gőzfűrésznél pedig 1895-ben 150-en dolgoztak. A lakók és Zselénszky között számos perre került sor a Liebscher által a vasút építésekor vállalt kötelezettségek teljesítése, a falusiak legeltetési joga és az egykori községi erdő körül. Zselénszky 1908-ban újjáépítette a vasutat.
1933-ban hozzácsatolták Brusztureszket. A szocializmus idején mint hegyi falut nem kollektivizálták.

## Látnivalók
- A Dosul Laurului rezervátum a magyal egyetlen természetes romániai élőhelye. Egy nyolcezer m²-es magyalerdőből és egy 32,2 hektáros pufferzónából áll, amelyet a falutól délre fekvő Valea Luștilor nevű bükkös vesz körül, így helyismeret nélkül igen nehéz megtalálni.
- Az 1865 után épült vashámor romjai a Jumelț határrészben, az erdészház mellett.
- Ortodox temploma 1867-ben épült, ikonosztázának királykapuja 1718-ból való.

## Zimbró az irodalomban
- Ioan Slavici Az erdei lány (Pădureanca) c. kisregényében a faluból való a címszereplő Simina.

## Híres emberek
- Itt született 1860-ban Constanța Hodoș írónő.